# Кузлау (Ботошани)
Кузлау (рум. Cuzlău) насеље је у Румунији у округу Ботошани у општини Палтиниш. Oпштина се налази на надморској висини од 177 m.

## Становништво
Према подацима из 2002. године у насељу је живело 183 становника, од којих су сви румунске националности.